# Litoral do Rio de Janeiro

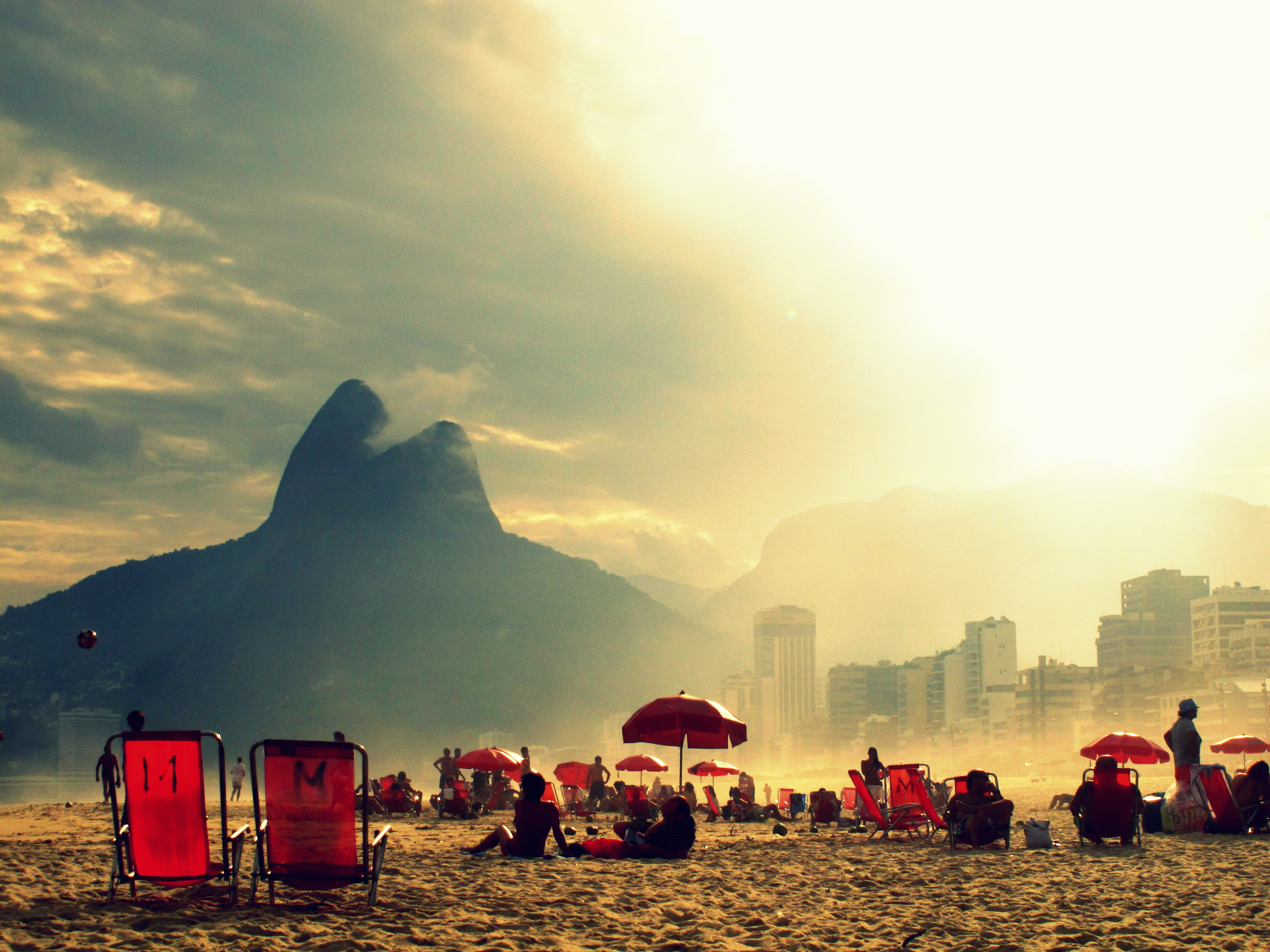
Praia de Ipanema no Rio de Janeiro.

O litoral fluminense se refere ao litoral do estado do Rio de Janeiro e é composto pelas seguintes regiões:
- Grande Rio: Microrregião do Rio de Janeiro;
- Baía da Ilha Grande: Microrregião da Baía da Ilha Grande;
- Itaguaí: Microrregião de Itaguaí;
- Baixadas Litorâneas: Mesorregião das Baixadas Litorâneas;
- Norte Fluminense:  Mesorregião do Norte Fluminense.

Grande Rio
Baía de Ilha Grande
Microrregião de Itaguaí
Baixadas Litorâneas
Norte Fluminense